# Malvern, Arkansas
Malvern är en stad (city) i Hot Spring County, i delstaten Arkansas, USA. Enligt United States Census Bureau har staden en folkmängd på 10 307 invånare (2011) och en landarea på 22,4 km². Malvern är huvudort i Hot Spring County.